# Fragezeichen
Ein Fragezeichen ist ein Satzzeichen, das zur Kennzeichnung von Fragesätzen verwendet wird. In zahlreichen Schriftsystemen, so in der Lateinschrift, wird das Zeichen ? als Fragezeichen verwendet.

## Ursprung
Das Fragezeichen „?“ tauchte erstmals in den Schriftreformen Karls des Großen auf. Seine Einführung war dabei eingebettet in die Durchsetzung der karolingischen Minuskel, die als nachhaltige Leistung der karolingischen Erneuerung und Wissenschaft gilt. Allerdings wurde seine Funktion und Gestalt erst später auf die heutige gebracht.

## Das Fragezeichen als Satzzeichen
Durch ein Fragezeichen kann neben der Frage auch eine Aufforderung dargestellt werden: „Gehst du mal in den Keller, Getränke holen?“ ist keine Frage, sondern eine Aufforderung. Hier handelt es sich um einen Spezialfall einer rhetorischen Frage. In der frühen Neuzeit gab es dafür eine eigene Form des Fragezeichens. Der von Henry Denham in den 1580er Jahren eingeführte percontation point (⸮, U+2E2E reversed question mark) verlor aber im 17. Jahrhundert wieder an Bedeutung. In den 1960er Jahren wurde mit dem Interrobang (‽, U+203D interrobang) erneut ein eigenes Schriftzeichen dafür eingeführt, das sich aber ebenfalls nie weiträumig durchsetzen konnte.

### Lateinschrift und kyrillische Schrift
In der deutschen und in vielen anderen Sprachen, deren Alphabete auf dem lateinischen oder kyrillischen Schriftsystem beruhen, bezeichnet das Zeichen „?“ das Ende eines Fragesatzes. In den meisten lateinschriftlichen Sprachen (Ausnahme: Französisch) wird dieses Fragezeichen – wie jedes abschließende Satzzeichen – ohne Leerzeichen an das letzte Wort des Satzes geschrieben. Dies vermeidet ungewollte Umbrüche zwischen dem letzten Wort und dem Fragezeichen. Ein fehlerhaftes Leerzeichen vor dem Fragezeichen bezeichnet man umgangssprachlich auch als Plenk.

### Spanische Besonderheit
Im Spanischen wird ein Fragesatz zusätzlich durch ein auf dem Kopf stehendes Fragezeichen ¿ (Unicode: U+00BF inverted question mark) eingeleitet. Eingeführt wurde es von der Real Academia Española 1754 in der zweiten Edition der Orthografie.

### Weitere Schriftsysteme
Im Griechischen wird das Semikolon (;) als Fragezeichen (ερωτηματικό erotimatiko) benutzt. In Unicode sind die Zeichen U+037E greek question mark und U+003B semicolon kanonisch äquivalent; man wird also normalerweise das Letztere benutzen.
Die arabische Schrift kennt das Fragezeichen ebenfalls. Es ist jedoch an die Schreibrichtung angepasst: ؟ (U+061F arabic question mark).
Das Neuhebräische, obgleich linksläufig wie das Arabische, verwendet hingegen das Fragezeichen in der Form, wie es aus den lateinischen Schriften bekannt ist.
Auch andere Schriftsysteme haben diese Form übernommen. Das Chinesische kennt beispielsweise die spezielle Frage-Endsilbe ma (chinesisch 吗), mit denen Aussagesätze als Frage formuliert werden. Durch das zusätzliche Zeichen aus dem lateinischen Schriftsystem ergänzt, lautet eine einfache Frage in modernem Chinesisch: 你好吗?
In der armenischen Schrift gibt es das հարցական նշան hartsakan nshan, Unicode: U+055E (armenian question mark). Es wird ähnlich einem diakritischen Zeichen auf den betonten Vokal der Frage gesetzt; bei der Eingabe am Computer wird es nach diesem Vokal eingegeben.

## Das Fragezeichen im Computerbereich
Im ASCII-Code hat das Fragezeichen „?“ den Zahlenwert 63 (dezimal) bzw. 0x003F (hexadezimal).

### HTML
Im HTML kann es durch &#63;, &#x3F; oder &quest; ersetzt werden.

### Tastatur
Das Fragezeichen ? findet sich auf handelsüblichen Tastaturen mit einer deutschen Belegung unabhängig vom Betriebssystem auf der Ziffern-Zeile rechts neben der „0“ (Null), zusammen mit dem „ß“ (Eszett), und ist entsprechend beschriftet.
Ein umgedrehtes, kopfstehendes Fragezeichen für die Spanische Sprache ¿ kann wie folgt eingegeben werden:
- unter Windows mit deutscher Belegung mittels der Tastenkombination Alt + 0191 oder Alt + 168 – dabei müssen zwingend die Ziffern des sogenannten Ziffernblocks benutzt werden (auf der rechten Seite einer Tastatur); wird das Zeichen später URL-kodiert, ist die erste Variante zwingend erforderlich;
- unter macOS mit deutscher Belegung mittels Alt + ß;
- unter Linux/BSD mit aktuellem X11 und deutscher Belegung lässt sich das Zeichen durch Compose?? oder Alt Gr + ? eingeben;
- unter Linux/BSD mit „Deutsch (Mac)“-Belegung mittels Alt Gr + ⇧ Umschalt + ß;
- bei Verwendung der deutschen Tastaturbelegung E1 und deren Vorgängerfassung T2 wird es mittels Alt Gr + 6 eingegeben.

### Platzhalter
Bei Suchvorgängen mit dem Computer wird das Fragezeichen auch als Platzhalter für genau ein beliebiges Zeichen benutzt (siehe Wildcard). Beispielsweise liefert die Namenssuche mit M?ier ein Ergebnis Maier und Meier. Die Verwendung als eigenes Zeichen ist dann nicht mehr möglich. So erlauben beispielsweise MS-DOS und Windows keine Fragezeichen in Dateinamen.
In regulären Ausdrücken steht das Fragezeichen „?“ für das (einmalig) mögliche, aber nicht notwendige Vorkommen des vorangehenden Elements. So liefert die Suche nach Genitive?s die Fundstellen Genitivs und Genitives (im ersten Fall kommt das dem „?“ vorausgehende Element „e“ keinmal, im zweiten Fall genau einmal vor).

### Unicode
Der Unicode-Standard enthält einige Fragezeichen, die sich optisch mehr oder weniger vom normalen ASCII-Fragezeichen unterscheiden und mit gewissen Einschränkungen auch für Dateinamen verwendet werden können.
- Unicodeblock Allgemeine Interpunktion:
  - ‽ U+203D, Interrobang
  - ⁇ U+2047, Doppeltes Fragezeichen
  - ⁈ U+2048, Frage- und Ausrufezeichen
  - ⁉ U+2049, Ausrufe- und Fragezeichen
- Unicodeblock Dingbats:
  - ❓︎ / ❓️ U+2753, schwarzes Fragezeichenornament (auch als Emoji verwendbar)
  - ❔︎ / ❔️ U+2754, weißes Fragezeichenornament (auch als Emoji verwendbar)
- Unicodeblock Zusätzliche Interpunktion:
  - ⸘ U+2E18, Gnaborretni
  - ⸮ U+2E2E, Gespiegeltes Fragezeichen, Ironiezeichen

Unicode enthält auch einige Buchstaben, deren Form dem Fragezeichen ähnlich sind, beispielsweise:
- Unicodeblock Lateinisch, erweitert-B:
  - Ɂ/ɂ U+0241/U+0242, Buchstabenpaar in der Rechtschreibung der Sprachen einiger indigener Völker in Kanada
- Unicodeblock IPA-Erweiterungen:
  - ʔ U+0294, Buchstabe und Glottisverschlusslaut
- Unicodeblock Halbbreite und vollbreite Formen:
  - ？ U+FF1F, Vollbreites Fragezeichen

### Bedingungsoperator
In einigen Programmiersprachen bildet das Fragezeichen „?“ zusammen mit einem Doppelpunkt „:“ den ternären Auswahloperator. Beispiel (C++):
```
std
::
string
 
ausgabetext
 
=
 
anzahl
 
>
 
1
 
?
 
"Zahlen"
 
:
 
"Zahl"
;

```

### Syntaktische Trennung
In URLs trennt das Fragezeichen „?“ den Query-String vom Pfad ab; damit können zusätzliche Informationen übertragen werden, z. B.

https://www.example.com/index.php?language=German

## Schachnotation
In der Schachnotation kennzeichnet das Fragezeichen „?“ einen schwachen Zug:
- ? – schlechter Zug
- ?? – sehr schlechter Zug bzw. grober Fehler
- ?! – fragwürdiger Zug, aber
- !? – interessanter Zug

## Comics
In Sprech- oder Gedankenblasen in Comics drücken Fragezeichen Unsicherheit, eventuell in Kombination mit Ausrufezeichen, Verwunderung aus.
Einige Comicfiguren, die Fragezeichen als Symbole verwenden, sind:
- Der Riddler
- Doctor Who